# Тетенхузен
Те́тенхузен (нем. Tetenhusen) — община в Германии, в земле Шлезвиг-Гольштейн. 
Входит в состав района Шлезвиг-Фленсбург. Подчиняется управлению Кроп.  Население составляет 929 человек (на 31 декабря 2010 года). Занимает площадь 23,13 км².